# Маршрут 1 (Гонконг)
Маршрут 1 (кит.一號幹線) — головна артерія Гонконгу, яка проходить в основному з півночі на південь, з'єднуючи Абердін із Сатхінь.
Маршрут сильно перевантажений, особливо на віадуку Canal Road, який з'єднує Абердінський тунель із тунелем Кросс-Харбор у Козвей-Бей. Маршрут 1 продовжує служити найпрямішим шляхом від північного узбережжя острова Гонконг до Південного округу. Дорога пролягає через гавань і проходить через середину Коулуна і продовжує прямувати на північ до Нових територій.

## Історія
Маршрут 1 було створено в січні 2004 року, коли увійшло в дію третє покоління номерів маршрутів, замінивши стару систему, яка використовувалася з 1974 року.

## Маршрут
Маршрут починається на півдні від дороги Абердін Прая, яка продовжується дорогою Вонг Чук Ханг до Абердинського тунелю. Рух здійснюється по віадуку Canal Road після виїзду з тунелю в Happy Valley. Віадук спускається до рівня землі, пройшовши перехрестя на Gloucester Road для маршруту 4 до Тін-Хау, Норт-Пойнта та Східної гавані.
Потім транспорт перетинає тунель Кросс-Харбор у Коулун і продовжує рухатися на північ уздовж Принцеси Маргарет-роуд і Ватерлоо-роуд. Ділянка Ватерлоо-роуд між Херефорд-роуд і Ланкашир-роуд у Коулун-Тонг є єдиною ділянкою маршруту, доступ до якої не контролюється. Далі рух підіймається крутим схилом до тунелю Lion Rock. У кінці тунелю дорога огинає кордон Тай Вай. Маршрут стає швидкісною в Ша Тін для решти 3 км. Трафік може з'єднатися з маршрутом 9 у Ша Тіні або розгалужуватися на маршрут 2 до Ма Он Шан.